# Bettina Jensen

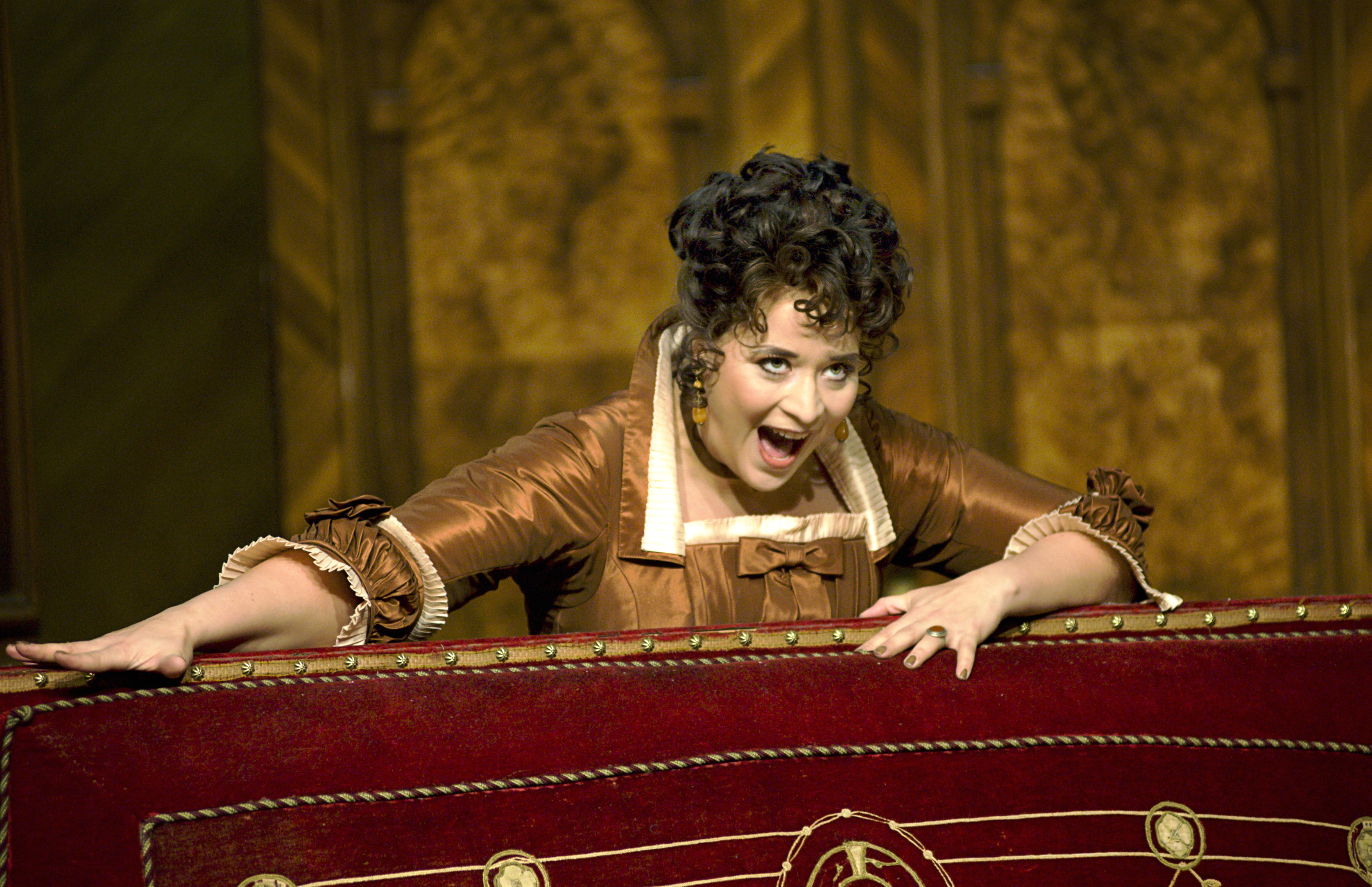
Bettina Jensen, 2008

Bettina Jensen (* in Hamburg) ist eine deutsche Sopranistin. Sie tritt als Opern-, Konzert- und Liedsängerin auf.

## Werdegang
Bettina Jensen wuchs in Hamburg auf. Dort sang sie als Schülerin im Chor von St. Michaelis. Die Professorin für Gesang Judith Beckmann wurde auf sie aufmerksam und unterrichtete sie. Nach dem Abitur wechselte sie nach Berlin und studierte an der Hochschule für Musik Hanns Eisler bei Norma Sharp Gesang. Sie besuchte in der Folge Meisterklassen u. a. von Dietrich Fischer-Dieskau, Hermann Prey und Peter Schreier, mit dem sie, bis zu seinem Tod 2019, musikalisch und freundschaftlich verbunden blieb.
Während des Studiums holte Harry Kupfer sie an die Komische Oper Berlin für ihr Bühnendebüt in Mozarts Zauberflöte als 1. Dame. Es folgten weitere Rollen bei Harry Kupfer Inszenierungen. Feste Anstellungen führten sie nach Luzern und ans Staatstheater Kassel, 2001 kam sie zurück an die Komische Oper Berlin. Seit 2008 ist sie freischaffend tätig. Ihre Engagements führten sie an die Häuser in Deutschland (Staatsoper Unter den Linden Berlin, Deutsche Oper Berlin, Stadttheater Klagenfurt, Hessisches Staatstheater Wiesbaden, Aalto-Theater Essen, Oper Leipzig, Theater Bremen, Opernhaus Kiel, Staatsoper Hannover, Staatstheater Kassel) und auch häufiger an die internationalen Häuser (Metropolitan Opera in New York, New York City Opera, The Israeli Opera Tel Aviv, Neues Nationaltheater Tokio, Konzert Theater Bern, Opernhaus Zürich, Opera Hong Kong, Luzerner Theater, Theater Basel sowie an das Gran Teatre del Liceu in Barcelona.)
Im November 2011 leitete Jensen einen Meisterkurs Gesang in The Resonanz Music School, Jakarta. 2015 einen weiteren an der Züricher Hochschule der Künste.
Beginnend mit dem lyrischen Stimmfach entwickelt sich Jensens Stimme in Richtung dramatischer Sopran, dabei liegen ihr die oft sogenannten Rollen als Charaktersopran, wie die Leonore (Fidelio) besonders gut.
Herausragende Stationen ihrer Karriere waren Die Rolle der Hanna Glawari (Lustige Witwe) an der New Yorker Metropolitan Opera als Cover von Renée Fleming; Privatkonzert für Papst Johannes Paul II.; Elettra (Idomeneo) 2017 in der ersten Opernproduktion des City of Birmingham Symphony Orchestra unter Mirga Gražinytė-Tyla.
Jensen ist auch international als Lied- und Konzertsängerin tätig. Ihr Repertoire beinhaltet Werke von Johann Sebastian Bach, Ludwig van Beethoven, Hanns Eisler, Richard Strauss, Johannes Brahms, Georg Friedrich Händel, Wolfgang Amadeus Mozart, Franz Schubert, Robert Schumann, Carl Maria von Weber, Hugo Wolf, Felix Mendelssohn Bartholdy.
Als Liedsängerin konzertierte sie mit der Harfenistin Ronith Mues unter dem Namen DuoBerlin. Das DuoBerlin tritt regelmäßig u. a. in der Hamburger Laeiszhalle, im Schauspielhaus Berlin, in der Glocke in Bremen, sowie in kleineren Spielstätten auf.

## Rollenrepertoire (Auswahl)
- Leonore,  Fidelio (Beethoven)
- Agathe,  Der Freischütz (Weber)
- Elisabeth,   Tannhäuser (Wagner)
- Donna Anna,  Don Giovanni (Mozart)
- Hanna Glawar, Die lustige Witwe (Lehár)
- Elettra,  Idomeneo (Mozart)
- Erste Dame, Die Zauberflöte (Mozart)
- Pamina,  Die Zauberflöte (Mozart)
- Rosalinde,  Die Fledermaus (J. Strauß)
- Micaela,  Carmen (Bizet)
- Erste Sopranistin,  Un re in ascolto  (Berio)
- Governess,  The turn of the screw (Britten)
- Lisa,  Das Land des Lächelns (Lehár)
- Servilia,  La clemenza di Tito (Mozart)
- Contessa,  Die Hochzeit des Figaro (Mozart)
- Fiordiligi,  Così fan tutte (Mozart)
- Madame Lidoine, Les dialogues des Carmélites (F. Poulenc)
- Marie,  Die verkaufte Braut (Smetana)
- Kurfürstin,  Der Vogelhändler (Zeller)

## Auszeichnungen/Stipendien (Auswahl)
- 1995: Stipendiatin der Studienstiftung des Deutschen Volkes[3]
- 1996: Stipendiatin Sir Jehudi Menuhin Stiftung[4]
- 1995: Stipendiatin der Jütting-Stiftung in Stendal[5]
- 1999: Stipendiatin Richard-Wagner-Studienstiftung[6]
- 1998: Hanns-Eisler-Preis
- 1998: Bundesgesangswettbewerb Oper 3. Preis[7]
- 2000: Bundesgesangswettbewerb Konzert 3. Preis[8]
- 2001: Nominierung bei der Kritikerumfrage "Sängerin des Jahres" der Zeitschrift Opernwelt für ihre Rolle als Donna Anna (Don Giovanni)